# The ABC's of Beth
"The ABC's of Beth" er den niende episode i den tredje sæson af Adult Swims tegnefilmserie Rick and Morty. Den er skrevet af Mike McMahan, og instrueret af Juan Meza-León, og den havde premiere på d. 24. september 2017.
I afsnittet tager Rick og Beth til Froopyland, der er et fantasi-land, som Rick skabte til Beth som ung, for at redde hendes barndomsven Tommy, som har været fanget der i mange år. Imens dater Jerry en alien ved navn Kiara.
Afsnittet blev godt modtaget, og det blev set af omkring 2,49 mio. personer ved første visning.